# 幾內亞原旗鱂
幾內亞原旗鱂（学名：Archiaphyosemion guineense）為輻鰭魚綱鯉齒目鰕鱂亞目鰕鱂科的一種熱帶淡水魚，其种加词“guineense”意为“几内亚的”。分布於非洲幾內亞及獅子山淡水流域，體長可達7公分，棲息在草原上的溪流底中層水域，生活習性不明，可作為觀賞魚。